# Whitehaven (Maryland)
Whitehaven es un lugar designado por el censo ubicado en el condado de Wicomico en el estado estadounidense de Maryland. En el Censo de 2010 tenía una población de 43 habitantes y una densidad poblacional de 44,87 personas por km².

## Geografía
Whitehaven se encuentra ubicado en las coordenadas 38°16′11″N 75°47′41″O / 38.26972, -75.79472. Según la Oficina del Censo de los Estados Unidos, Whitehaven tiene una superficie total de 0.96 km², de la cual 0.95 km² corresponden a tierra firme y (0.54%) 0.01 km² es agua.

## Demografía
Según el censo de 2010, había 43 personas residiendo en Whitehaven. La densidad de población era de 44,87 hab./km². De los 43 habitantes, Whitehaven estaba compuesto por el 100% blancos, el 0% eran afroamericanos, el 0% eran amerindios, el 0% eran asiáticos, el 0% eran isleños del Pacífico, el 0% eran de otras razas y el 0% pertenecían a dos o más razas. Del total de la población el 0% eran hispanos o latinos de cualquier raza.